# Àlbum tribut
Un àlbum tribut és una col·lecció de versions de cançons o composicions instrumentals. El seu concepte pot ser de diversos artistes fent un homenatge a un artista únic, o un sol artista fent un tribut a diversos artistes, o d'un sol artista fent un homenatge a un altre artista únic.
Hi ha hagut homenatges o covers registrats des d'abans que els primers àlbums es convertissin tècnicament factibles. Un dels primers exemples és el de Enrico Caruso, que va fer enregistraments de l'òpera de Ruggero Leoncavallo. El naixement del disc tribut modern "se li atribueix al de productor Hal Willner amb l'LP Amarcord Nino Rota, l'any 1981. Va seguir amb homenatges a Thelonious Monk, dibuixos animats de Disney, Kurt Weill, Charles Mingus i Harold Arlen.
Alguns discos tribut són creats amb un gir conceptual, més enllà d'una simple col·lecció de covers. Aquests inclouen: 
- Discos realitzats per un artista intèrpret o executant només les cançons d'un altre artista. Com a Gran Zeppelin, un àlbum tributo a Led Zeppelin, realitzats exclusivament per Great White. The Persuasions, The Inmates, Les Fradkin, The Smithereens, i Laibach van fer diversos àlbums d'aquest tipus, gravats enterament amb cançons de The Beatles.
- Àlbums basats en versions realitzades en un estil de música diferent a la dels seus intèrprets originals. Aquests inclouen Is It Rolling Bob?: Un Tribut de reggae a Bob Dylan, Selena ¡VIVE! Homenatge a Selena i Goth Oddity 2000: Homenatge a David Bowie.
- Àlbums que recreen un àlbum específic, amb versions de cançons d'aquest àlbum. Com "McLemore Avenue", que inclou totes les cançons del disc Abbey Road de The Beatles.
- Àlbums composts per covers de cançons cantades en un altre idioma. Aquests inclouen Tributo a The Cure - Porque No Puedo Ser Tu (1999) i Tribut a Queen: Els Grans del Rock en Español (1997).
- Àlbums fets per commemorar la pèrdua d'un artista apreciat. Aquests inclouen So amazing: A Tribute to Luther Vandross, registrat poc després de la seva mort.
- Alguns discos titulats i comercialitzats com a "homenatge". Són dedicats a figures musicals conegudes, semblants o imitacions, gravat per músics de sessió anònims i artistes intèrprets o no distingits.